# Frascati Scienza
Frascati Scienza è un'associazione di cittadini e ricercatori, patrocinata alla sua fondazione dagli istituti di ricerca ASI, CNR, ENEA, ESA, INAF, INFN, INGV, Università di "Tor Vergata", dalle associazioni ATA ed Eta Carine e dalle amministrazioni del Comune di Frascati, dalla provincia di Roma e dalla Regione Lazio. Oggi vede nella realizzazione delle sue attività, promosse attraverso fondi della Commissione europea, oltre 60 partner scientifici distribuiti su tutto il territorio nazionale.
Le finalità di Frascati Scienza sono quelle di favorire la comunicazione della Scienza e l'educazione alla ricerca scientifica attraverso la promozione di eventi, manifestazioni, incontri, installazioni e iniziative periodiche
L'associazione è stata fondata a febbraio 2008. 

## Gli obiettivi
- ridurre la distanza fra la cittadinanza e i ricercatori che "producono" scienza
- incentivare i giovani a intraprendere un percorso formativo e professionale nella Scienza e Tecnologia
- facilitare ed incentivare l'accesso alle Strutture di Ricerca tuscolane e romane
- qualificare il territorio di Frascati e dell'Area Tuscolana come luogo della comunicazione scientifica
- essere amplificatore del territorio attraverso la promozione del triangolo della conoscenza "Ricerca - Innovazione – Educazione"

## L'Area Scientifica Tuscolana
La presenza storica, qualitativamente e quantitativamente eccezionale, della comunità scientifica nel comprensorio tuscolano
a sud della Provincia di Roma, ha rappresentato nel tempo un fattore di tale rilevanza socio-culturale e una grande risorsa
per l'economia locale, da rendere questo territorio del tutto unico e peculiare nel panorama nazionale e tra i più significativi a livello internazionale.
La presenza istituzionale nell'ambito della ricerca scientifica nel comprensorio tuscolano è particolarmente ricca: si pensi solo che l'Area di Frascati è considerata uno dei più grandi centri europei di ricerca scientifica, per numero di ricercatori e vastità tipologica delle ricerche.
In una area di poco più di 30 km² trovano posto, infatti:
- i Laboratori Nazionali di Frascati[1], il più antico e grande dei laboratori dell'Istituto Nazionale di Fisica Nucleare dedicato prevalentemente alla ricerca della fisica nucleare e sub nucleare con acceleratori di particelle;
- i Laboratori dell'Ente per le nuove Tecnologie, l'Energia e l'Ambiente[2] (ENEA-Frascati), centro di eccellenza italiana per le ricerche sulla fusione nucleare;
- le strutture dell'Agenzia Spaziale Europea[3] (ESA – ESRIN);
- numerosi istituti del Consiglio Nazionale delle Ricerche[4] (CNR)
- i Laboratori dell'Istituto Nazionale di Astrofisica (INAF) Istituto di fisica dello Spazio Interplanetario[5] (IFSI) e l'Istituto di Fisica dello Spazio Interplanetario[6] (ISAF);
- L'Osservatorio Astronomico di Roma[7] (OAR) dell'INAF;
- l'Università degli Studi di Roma “Tor Vergata”[8].
- I laboratori dell'Istituto Nazionale di Geofisica e Vulcanologia[9] (INGV);
- L'Agenzia Spaziale Italiana[10] (ASI)

A questo lungo elenco bisogna affiancare naturalmente quello delle centinaia di ricercatori, tecnici e docenti che, per lo più,
risiedono proprio nei Comuni dei Castelli Romani, circa 3000, e di Cittadini interessati ai temi scientifici che nel territorio sono confluiti in importanti associazioni con L'associazione Astronomica Tuscolana (ATA) ed Eta Carine.
Si tratta di un'enorme risorsa dei Castelli Romani (o almeno della sua area Nord) che influenza numerosi aspetti del
territorio, a partire da quello prettamente socioculturale fino a quello economico, turistico e occupazionale.
| Umberto Guidoni (Astronauta)                             | 2008-2010 |
| Giuseppe Mazzitelli (Fisico dell'ENEA)                   | 2011-2012 |
| Giovanni Mazzitelli (Primo Ricercatore INFN)             | 2012-2017 |
| Marco Bramato (Studente)                                 | 2017-2018 |
| Roberto Mastrosanti (Sindaco di Frascati)                | 2018-2019 |
| Matteo Martini (Professore Università Guglielmo Marconi) | in carica |